# День адвокатуры (Украина)
День адвокату́ры (укр. День адвокатури) — национальный профессиональный праздник работников адвокатуры Украины.
Отмечается ежегодно, 19 декабря.

## История и празднование
День адвокатуры — сравнительно молодой праздник на Украине, он появился после того, как 2 декабря 2002 года президент Украины Леонид Кучма подписал указ N 1121/2002, который предписывал ежегодно, 19 декабря отмечать День адвокатуры. Указ интересен также тем, что большую его часть занимает выражение признательности всем работникам адвокатуры, как людям стоящим на страже прав личности:

«Учитывая важную роль адвокатуры в развитии правового государства, защите конституционных прав и свобод граждан, большое общественное значение этого правозащитного учреждения на Украине, постановляю установить на Украине профессиональный праздник - День адвокатуры, который отмечать ежегодно 19 декабря».

Дата проведения этого праздника была выбрана главой государства не случайно: именно в этот день, в 1992 году, Верховная рада Украины ввела в действие Закон Украины «Об адвокатуре», в котором, в частности, было прописано следующее:

«Адвокатура Украины является добровольным профессиональным общественным объединением призванным согласно Конституции Украины содействовать защите прав, свобод и представлять законные интересы граждан Украины, иностранных граждан, лиц без гражданства, юридических лиц, оказывать им иную юридическую помощь»

Именно следование украинскими адвокатами подобным принципам и побудило руководство государства сделать своеобразный жест признательности в виде введения государственного праздника для всех служащих адвокатур страны. В этот день правозащитники принимают поздравления коллег, клиентов, а некоторые общественные организации награждают наиболее отличившихся работников своими грантами за бескомпромиссное следование букве Закона.
День адвокатуры не является на Украине нерабочим днём, если (в зависимости от года) не попадает на выходной.